# Incilius occidentalis
Incilius occidentalis är en groddjursart som först beskrevs av Lorenzo Camerano 1879.  Incilius occidentalis ingår i släktet Incilius och familjen paddor. IUCN kategoriserar arten globalt som livskraftig. Inga underarter finns listade i Catalogue of Life.